# کاداوداوا
کاداوداوا (به لاتین: Kadaweddawa) یک منطقهٔ مسکونی در سری‌لانکا است که در استان جنوبی (سری‌لانکا) واقع شده‌است.